# Apha huabeiana
Apha huabeiana is een vlinder uit de familie van de Eupterotidae. De wetenschappelijke naam van de soort is voor het eerst geldig gepubliceerd in 1978 door Yang.